# Ula unidens
Ula (Ula) unidens là một loài ruồi trong họ Pediciidae. Chúng phân bố ở vùng Indomalaya.